# Marcus Aemilius Lepidus Porcina
Marcus Aemilius Lepidus Porcina was een Romeins staatsman en redenaar.
Hij werd in 137 v.Chr. tot consul verkozen. Hij was een man van uitstekende welsprekendheid, die zich met succes verzette tegen de maatregelen van de tribunus plebis Lucius Cassius Longinus Ravilla.
Als proconsul van Hispania citerior ondernam hij in 136 v.Chr. tegen de wil van de senaat een hoogst onrechtvaardigen oorlog tegen de Vaccaei. Door gebrek aan levensmiddelen tot de terugtocht gedwongen, werd hij door de Vaccaei overvallen en leed gevoelige verliezen. Hij werd bij zijn terugkeer tot een boete veroordeeld.
In 125 v.Chr., toen hij augur was, werd hij wegens geldverkwisting door de censoren tot een boete veroordeeld.